# Friedrich Jungheinrich
Hermann Friedrich Karl Jungheinrich (* 20. Oktober 1899 in East London, Südafrika; † 28. Januar 1968 in Hamburg) war ein deutscher Unternehmer und Gründer des Unternehmens Jungheinrich.

## Ausbildung und erste Berufsstationen
Seine Eltern, Hermann Richard Jungheinrich (1864–1947) und Frieda, geborene Großkopf (1873–1948), stammten beide gebürtig aus Thüringen. Dort hatte schon der Großvater Johann Georg Jungheinrich eine Fabrik für Landmaschinen geleitet. Hermann Richard ging indes in der Hoffnung auf bessere Berufsmöglichkeiten in die USA und arbeitete dort für das Unternehmen Malcomess & Co. Die Firma schickte ihn Mitte der 1890er Jahre als kaufmännischen Direktor nach Südafrika, wo Friedrich Jungheinrich geboren wurde.
Im Januar 1909 zog die Familie Jungheinrich nach Hamburg. Hier besuchte Friedrich Jungheinrich zunächst die Bieber'sche Realschule am Holzdamm. Aufgrund seiner herausragenden mathematischen Fähigkeiten wechselte er 1914 an die Oberrealschule Eppendorf, die er 1917 mit einem Notabitur verließ. Danach musste er an der Westfront Kriegsdienst als Fuß- und Feldartillerist leisten. Im Herbst 1918 kam er, gesundheitlich aufgrund einer Gasvergiftung geschädigt, zurück nach Hamburg, wo er genas. Danach wurde er kurzzeitig im Infanterie-Regiment „Hamburg“ eingesetzt. Nach Ende des Ersten Weltkriegs schloss er sich dem Freikorps Bahrenfeld an.
Im Februar 1919 begann Jungheinrich ein Ingenieursstudium an der Technischen Hochschule Hannover und absolvierte im gleichen Jahr ein Praktikum bei der Nagel & Kaemp AG in Hamburg. Im Januar 1921 wechselte er an die TH München. Ein Jahr später setzte er das Studium an der Technischen Hochschule Berlin-Charlottenburg fort und absolvierte ein Praktikum bei der Gasmotorenfabrik Deutz. In Berlin bestand er auch die Diplom-Hauptprüfung und wurde 1925 mit einer Arbeit über logistische Probleme der deutschen Erdölindustrie zum Dr.-Ing. promoviert.
Danach arbeitete Jungheinrich als Festangestellter für die Bergmann Elektrizitätswerke, die 1929 aufgrund der Weltwirtschaftskrise große Firmenteile veräußerten. Wahrscheinlich aus diesem Grund übernahm Jungheinrich 1929 eine Stelle bei einem Hersteller von Leichtbauplatten in Südafrika. Danach kam er zurück nach Hamburg, wo er von 1932 bis 1937 als Diplomingenieur im Unternehmen seines Vaters tätig war, für dessen Firma H. Jungheinrich & Co. er unter der Firmierung Tower Industries Landmaschinen in Südafrika verkaufte. Im August 1939 kehrte er erneut nach Hamburg zurück, wo er bis Ende Juni 1945 für die heutige Still GmbH von Hans Still arbeitete, die kriegswichtige Geräte herstellte. Daher musste Jungheinrich keinen Kriegsdienst leisten. Anschließend wurde er erneut für seinen Vater tätig, in dessen Unternehmen er innerbetriebliche Materialflüsse optimierte.

## Aufbau des eigenen Unternehmens
Am 9. Oktober 1947 starb der Vater Hermann Richard Jungheinrich. Gemeinsam mit seinem Bruder Otto (1900–1980) übernahm Friedrich Jungheinrich das väterliche Unternehmen. Als neue Inhaber trieben sie keinen Großhandel mehr, sondern konzentrierten sich auf die Produktion und den Export von Geräten für den innerbetrieblichen Transport. 1948 präsentierten sie den ersten in Deutschland produzierten batteriebetriebenen Hubwagen, den sie nach amerikanischem Vorbild entwickelt hatten. Bei der Deutschen Industrie-Messe 1950 in Hannover stellten sie einen neuartigen elektronischen Gabelstapler vor. In der Folgezeit entwickelten sie schnell neue Geräte für die Lagerwirtschaft. 1953 trennten die Brüder die Unternehmensbereiche Herstellung und Ausfuhr. Friedrich Jungheinrich übernahm als Alleininhaber der Firma H. Jungheinrich & Co. Maschinenfabrik die Produktionssparte. Im selben Jahr führte er einen neuartigen elektrisch betriebenen Gabelstapler mit Fahrersitz ein. 1956 kam der „Retrak Schubmasterstapler“ hinzu, der deutlich standfester als bis dahin verfügbare Stapler war und auch durch schmale Regalreihen fahren konnte.

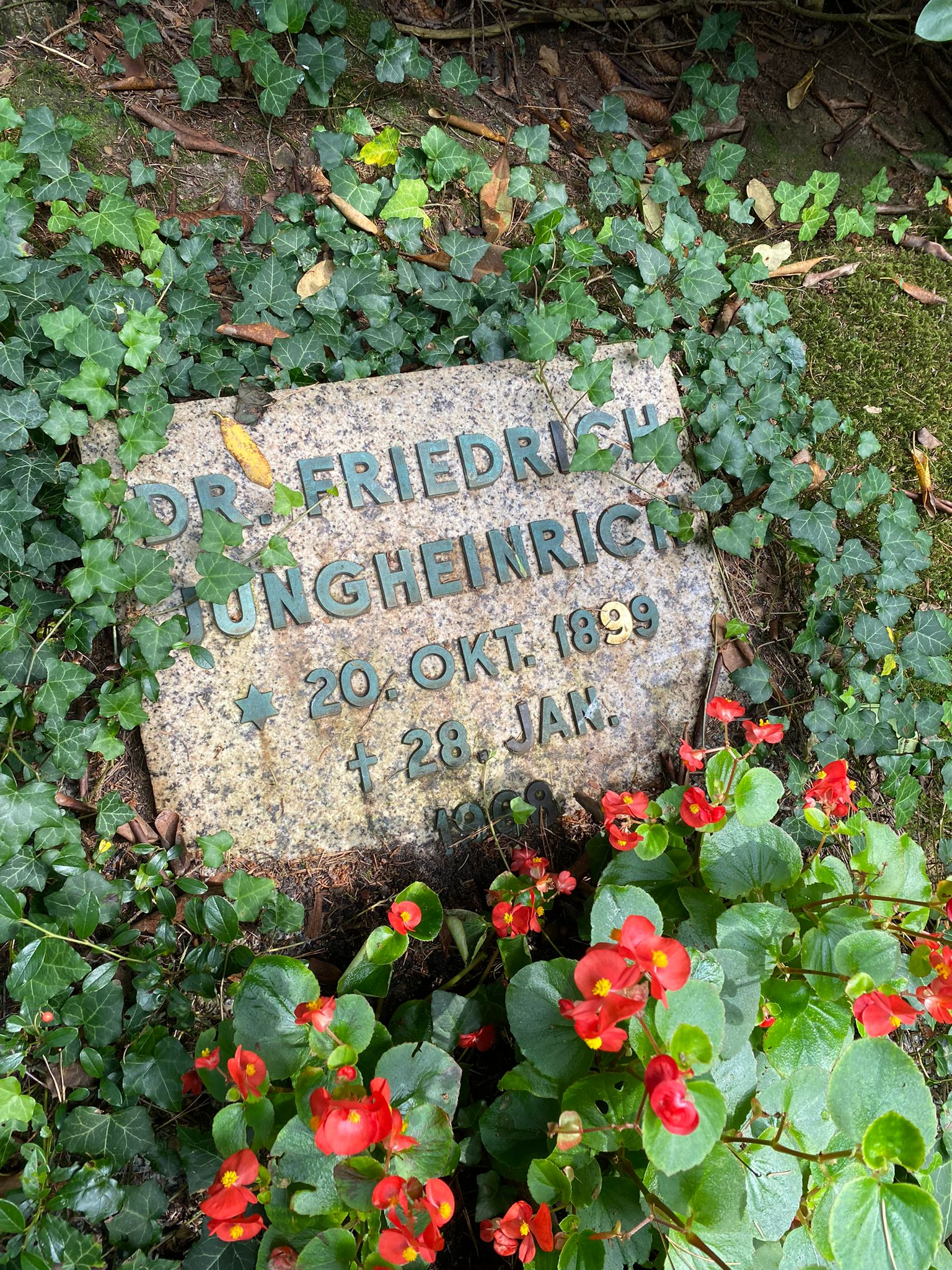
Grabstätte auf dem Waldfriedhof Aumühle

Da das Unternehmen wuchs, musste Friedrich Jungheinrich die Produktionsstätten erweitern. Der ursprüngliche Unternehmenssitz befand sich bis zum Umzug 1950 in einer kleinen Werkstatt in der Bachstraße 48 in Barmbek. Danach bezog die Produktion eine von der Familie von Jungheinrichs Frau angemieteten Halle im Billbrookdeich 54. 1956 übernahm der Unternehmer als Erbbauberechtigter ein Grundstück in Wandsbek, das 28.000 Quadratmeter umfasste und für dessen Werkshallen er bis Ende der 1960er Jahre zehn Millionen Mark aufbrachte. Bis 1956 verkaufte Jungheinrich nur innerhalb Deutschlands. Dann eröffnete er eine Vertriebsgesellschaft in Österreich und 1958 zwei weitere in Schweden und Italien. 1966 erwarb der Unternehmer ein 120.000 Quadratmeter großes Grundstück in Norderstedt. Im Jahr 1967 gründete Jungheinrich die Holdinggesellschaft Jungheinrich Unternehmensverwaltungs KG.
Friedrich Jungheinrich starb vor der Markteinführung des Hochregalstaplers, den er selbst entwickelt hatte. Das von ihm hinterlassene Unternehmen Jungheinrich hatte ein Jahr nach seinem Tod 1239 Mitarbeiter bei Umsatzerlösen in Höhe von 75 Millionen Mark.

## Familie
Friedrich Jungheinrich war seit 1941 mit Ilse Schwarz, geborene Krönke (1905–1976) verheiratet. Seine Ehefrau hatte zwei Töchter aus erster Ehe mit Ludwig Schwarz (1900–1938). Ilse Jungheinrich hielt Anteile an den Hamburger Metallwalzwerken, die ihrem Mann die Gründung des eigenen Unternehmens ermöglichten.
Seit 1920 war Jungheinrich Mitglied des Corps Bavaria München. Seine letzte Ruhestätte fand er auf dem Waldfriedhof in Aumühle.